# Jonny Clayton
Jonny Clayton (Llanelli, 1974. október 4. –) walesi dartsjátékos. 2008-tól 2015-ig a British Darts Organisation, majd 2015-től a Professional Darts Corporation tagja. Beceneve "The Ferret".

## Pályafutása

### PDC
Clayton 2015-ben indult először a PDC Pro Tour tornán, miután a PDC Qualifying School-on utolsó napján megszerezte a Tour Card-ot. Első komolyabb eredménye egy elődöntő volt a Players Championship hatodik állomásán, ahol Benito van de Pas-tól kapott ki 6–1-re. Az év későbbi szakaszában sikerült bekerülnie a Grand Slam of Darts tornára, ahol egy győzelmet szerzett Terry Jenkins ellen, de a csoportból nem sikerült számára a továbbjutás.
2016-ban először vett részt a UK Open-en, ahol a második körig sikerült eljutnia. A Players Championship állomásain egyszer negyeddöntőt és egyszer elődöntőt játszhatott, amely legjobb eredménye volt akkortájt a sorozatban. Az év végi Players Championship Finals-ön az első körben 6–3-ra kapott ki Darren Webster-től.
Clayton 2017-ben először jutott ki a világbajnokságra, ahol az első körben rögtön honfitársával Gerwyn Price-szal játszhatta első mérkőzését. A meccset végül 3–1-re nyerte meg. A második körben az angol Ian White-tal játszott, de 4–1-re kikapott és így véget ért számára a világbajnokság. Ebben az évben Clayton megszerezte első tornagyőzelmét a PDC-nél, amelyet a Players Championship 22. állomásán szerzett meg, a döntőben James Wilson-t 6–1-re legyőzve.  A novemberi Players Championship Finals-ön játszhatta első nagy torna döntőjét, miután menetelése során megverte Jeffrey de Graaf-ot, Gerwyn Pricet, Stephen Buntingot, Steve Beatont és a torna első helyén kiemelt Rob Crosst. A döntőben a világranglista vezető, világbajnok Michael van Gerwen ellen szenvedett 11–2-es vereséget.
A 2018-as világbajnokságra már a világranglista helyezésével sikerült kvalifikálnia magát (a legjobb 32-ben szerepelt a ranglistán), de az első körben kikapott a későbbi elődöntős honfitársa Jamie Lewis ellen. Év közben megszerezte első tornagyőzelmét a European Tour sorozatban, az Austrian Darts Open-en elért sikerével.
2021-ben a vb-n csak a harmadik körig jutott, de mivel januárban megnyerte a Masters-t, játszhatott a Premier League-ben. A harmadik napon dobott egy kilencnyilast José de Sousa ellen, majd később meg is nyerte a tornát.

## Világbajnoki szereplései

### PDC
- 2017: Második kör (vereség  Ian White ellen 1–4)
- 2018: Első kör (vereség  Jamie Lewis ellen 0–3)
- 2019: Második kör (vereség  Dimitri Van den Bergh ellen 1–3)
- 2020: Harmadik kör (vereség  Stephen Bunting ellen 0–4)
- 2021: Harmadik kör (vereség  Joe Cullen ellen 3–4)
- 2022: Negyedik kör (vereség  Michael Smith ellen 3–4)
- 2023: Negyeddöntő (vereség  Dimitri Van den Bergh ellen 3–5)
- 2024: Negyedik kör (vereség  Rob Cross ellen 0–4)
- 2025: Negyedik kör (vereség  Gerwyn Price ellen 2–4)

## Döntői

### PDC nagytornák: 6 döntős szereplés
| Történet                          |
| World Matchplay (0–1)             |
| World Grand Prix (1–0)            |
| Premier League (1–0)              |
| World Masters (1–1)               |
| Players Championship Finals (0–1) |

| Eredmény | Sorszám | Év   | Bajnokság                   | Ellenfél a döntőben | Pontok   |
| Döntős   | 1.      | 2017 | Players Championship Finals | Michael van Gerwen  | 2–11 (l) |
| Győztes  | 1.      | 2021 | The Masters                 | Mervyn King         | 11–8 (l) |
| Győztes  | 2.      | 2021 | Premier League              | José de Sousa       | 11–5 (l) |
| Győztes  | 3.      | 2021 | World Grand Prix            | Gerwyn Price        | 5–1 (sz) |
| Döntős   | 2.      | 2023 | World Matchplay             | Nathan Aspinall     | 6–18 (l) |
| Döntős   | 3.      | 2025 | World Masters               | Luke Humphries      | 5–6 (sz) |

### PDC World Series of Darts tornák: 3 döntős szereplés
| Történet                           |
| World Series of Darts Finals (1–0) |
| World Series of Darts (1–1)        |

| Eredmény | Sorszám | Év   | Bajnokság                     | Ellenfél a döntőben   | Pontok   |
| Győztes  | 1.      | 2021 | World Series of Darts Finals  | Dimitri Van den Bergh | 11–6 (l) |
| Győztes  | 2.      | 2022 | New South Wales Darts Masters | James Wade            | 8–1 (l)  |
| Döntős   | 1.      | 2022 | New Zealand Darts Masters     | Gerwyn Price          | 4–8 (l)  |

### PDC csapatversenyek: 4 döntős szereplés
| Eredmény | Sorszám | Év   | Bajnokság          | Ország | Csapattárs   | Ellenfél a döntőben                        | Pontok   |
| Győztes  | 1.      | 2020 | World Cup of Darts | Wales  | Gerwyn Price | Anglia (Michael Smith és Rob Cross)        | 3–0 (m)  |
| Döntős   | 1.      | 2022 | World Cup of Darts | Wales  | Gerwyn Price | Ausztrália (Damon Heta és Simon Whitlock)  | 1–3 (m)  |
| Győztes  | 2.      | 2023 | World Cup of Darts | Wales  | Gerwyn Price | Skócia (Gary Anderson és Peter Wright)     | 10–2 (l) |
| Döntős   | 2.      | 2025 | World Cup of Darts | Wales  | Gerwyn Price | Észak-Írország (Daryl Gurney és Josh Rock) | 9–10 (l) |

1. 1 2 3  (l) = pontszám legekben, (sz) = pontszám szettekben, (m) = pontszám mérkőzésekben.

## További tornagyőzelmei
| Players Championships - Players Championship (BAR): 2017, 2019 - Players Championship (BOL): 2021 - Players Championship (LEI): 2023 - Players Championship (MK): 2021, 2024 - Players Championship (ROS): 2025 European Tour Events - Austrian Darts Open: 2018, 2023 - Dutch Darts Championship: 2025 | World Series of Darts Events - New South Wales Darts Masters: 2022 PDC-csapatvilágbajnokság - PDC World Cup of Darts (csapat): 2020, 2023 - WDF Europe Cup Team: 2014 - Worthingtons Darts Champion of Champions: 2016 - Berlin Buddy Bear Trophy (PL Night 9 Berlin): 2023 |

## Televíziós 9 nyilasai
| Időpont          | Ellenfél      | Torna                | Kombináció                      |
| ---------------- | ------------- | -------------------- | ------------------------------- |
| 2020. március 7. | Chris Dobey   | UK Open              | 3 x T20; 3 x T20; T20, T19, D12 |
| 2021. április 7. | José de Sousa | Premier League Darts | 3 x T20; 3 x T20; T20, T19, D12 |